# Г (вагон метро)
81-701 или Вагоны метро типа «Г» (в честь Горьковского радиуса Московского метрополитена) серийно выпускались в 1939—1940, 1947—1955 годах Мытищинским машиностроительным заводом. Эксплуатировались в Московском и в Ленинградском метрополитенах до 1983 года. Всего было выпущено 425 вагонов этого типа.

## История

### Проектирование
В 1936 году ещё до пуска в эксплуатацию участка «Площадь Свердлова» — «Сокол» Управление Московского метрополитена приступило к составлению задания на проектирование моторных вагонов более совершенной конструкции, чем вагоны типа «А».
При проектировании моторных вагонов типа «Г» были поставлены следующие условия:
- замена индивидуальных контакторов в силовой цепи тяговых электродвигателей, применявшихся на моторных вагонах типов «А» и «Б», групповыми, для которых требуются меньше количество электромагнитных вентилей, блокировочных контактов, а также меньший объём ремонта;
- повышение скорости движения, что вызывало необходимость увеличения ускорения и конструкционной скорости вагона;
- в задании на моторные вагоны типа «Г» предусматривалось повышение конструкционной скорости до 75 км/ч; (у моторных вагонов типов «А» и «Б» — 65 км/ч), а ускорения (замедления) — до 1 м/с2 (у «А» и «Б» 0,7 м/с2);
- применение для остановок поезда электрического реостатного торможения для снижения износа колодок и бандажей и уменьшения выделяющейся при торможении пыли, которая неблагоприятно влияет на работу электрического оборудования;
- осуществление более плавного пуска;
- уменьшение массы тары вагона за счёт применения легированной стали и использования более совершенных тележек.

Намеченные введение электрического торможения для остановки поезда и повышение ускорения обусловили решение не строить для вагонов типа Г прицепных вагонов, то есть составлять поезда только из моторных вагонов.
Моторные вагоны типа «Г» проектировались в 1937—1939 годах и строились в 1939—1940 годах Мытищинским вагоностроительным заводом и заводом «Динамо» имени С. М. Кирова.

### Выпуск
20 июня 1940 года с Мытищинского вагоностроительного завода на Московский метрополитен прибыл первый моторный вагон типа «Г» и совершил пробный рейс на участке «Сокольники» — «Центральный парк культуры и отдыха им. Горького». После поступления с завода ещё четырёх моторных вагонов типа «Г» из них был составлен поезд, который испытывался в августе-сентябре 1940 года; в октябре началась его опытная эксплуатация на Горьковской линии. Всего в 1939 году Мытищинским вагоностроительным заводом и заводом «Динамо» имени С. М. Кирова было выпущено 6 моторных вагонов типа «Г», получивших номера 201—206 (в 1945 году перенумерованы в № 301—306).
Электровагоны типа «Г» имели более округлённые очертания, чем электровагоны типов «А» и «Б». Длина кузова вагона типа «Г» была увеличена по сравнению с вагоном «Б» на 370 мм и составляла 18 770 мм, что при одновременном уменьшении длины кабины машиниста на 100 мм позволило увеличить длину пассажирского салона на 470 мм. При этом длина по центрам автосцепок и база электровагона были увеличены на 200 мм; ширина его осталась прежней — 2700 мм. Масса опытного моторного вагона с электрическим оборудованием равнялась 42 т.
Вагоны типа «Г» были первыми, которые имели ставшую впоследствии традиционной для подвижного состава Московского метрополитена сине-голубую окраску и первыми, в которых были традиционные для метрополитенов СССР до конца 1970-х годов круглые светильники с плафонами и лампами накаливания (такие же светильники были в вагонах Д, Е, а также Еж- и Ем-семейств).

### Эксплуатация
Вагоны метро типа «Г» эксплуатировались в Московском и Ленинградском метрополитенах до 1983 года. Три вагона (№ 353, № 355 и № 479) в 1980 году были отправлены из Москвы в Баку, где использовались, как сопровождение путеизмерителя. Там сохранился только вагон № 479. В Московском метро последние 4 вагона типа «Г» (№ 375, № 380, № 419 и № 448) использовались, как вагоны сопровождения дефектоскопа депо «Красная Пресня» до 1985 года.

### Сохранившиеся экземпляры
Москва
- Г № 530 — восстановлен к 80-летию Московского метрополитена. Базируется в ТЧ-3 Измайлово; 11 мая 2025 года к 90-летию Московского метрополитена был временно установлен на рельсах в сквере у станции метро «Сокольники» Сокольнической и Большой Кольцевой линии.
- Г № 649 — проходил восстановление в 2022-2025 годах, ныне установлен на территории ОАО "Метровагонмаш".
- Г № 661 — с 2021 года проходит восстановление, ныне находится на территории Музея транспорта Москвы.
- Г № 623 — находится в электродепо Выхино, используется в роли сарая.

Санкт-Петербург
В депо ТЧ-1 «Автово» Петербургского метрополитена стоит прошедший в 2020 году реставрацию вагон типа «Г» № 713.
Баку
Вагон № 479 восстановлен к 50-летию Бакинского метрополитена.
Кроме того, в Ереване сохранился кузов вагона № 402 в виде бытовки. Он находится неподалёку от станции «Сасунци Давид».

## Интерьер вагона

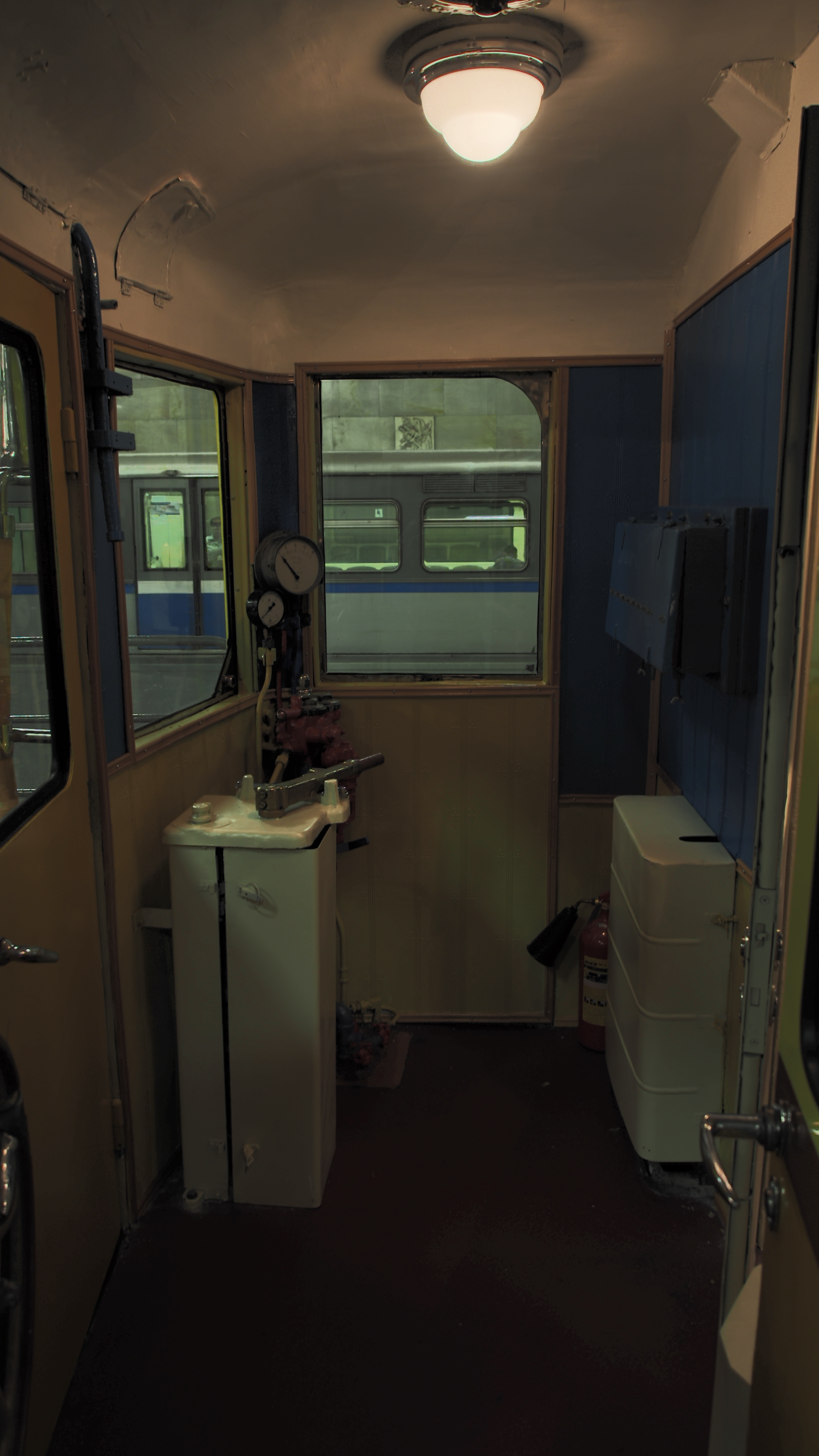
Кабина машиниста
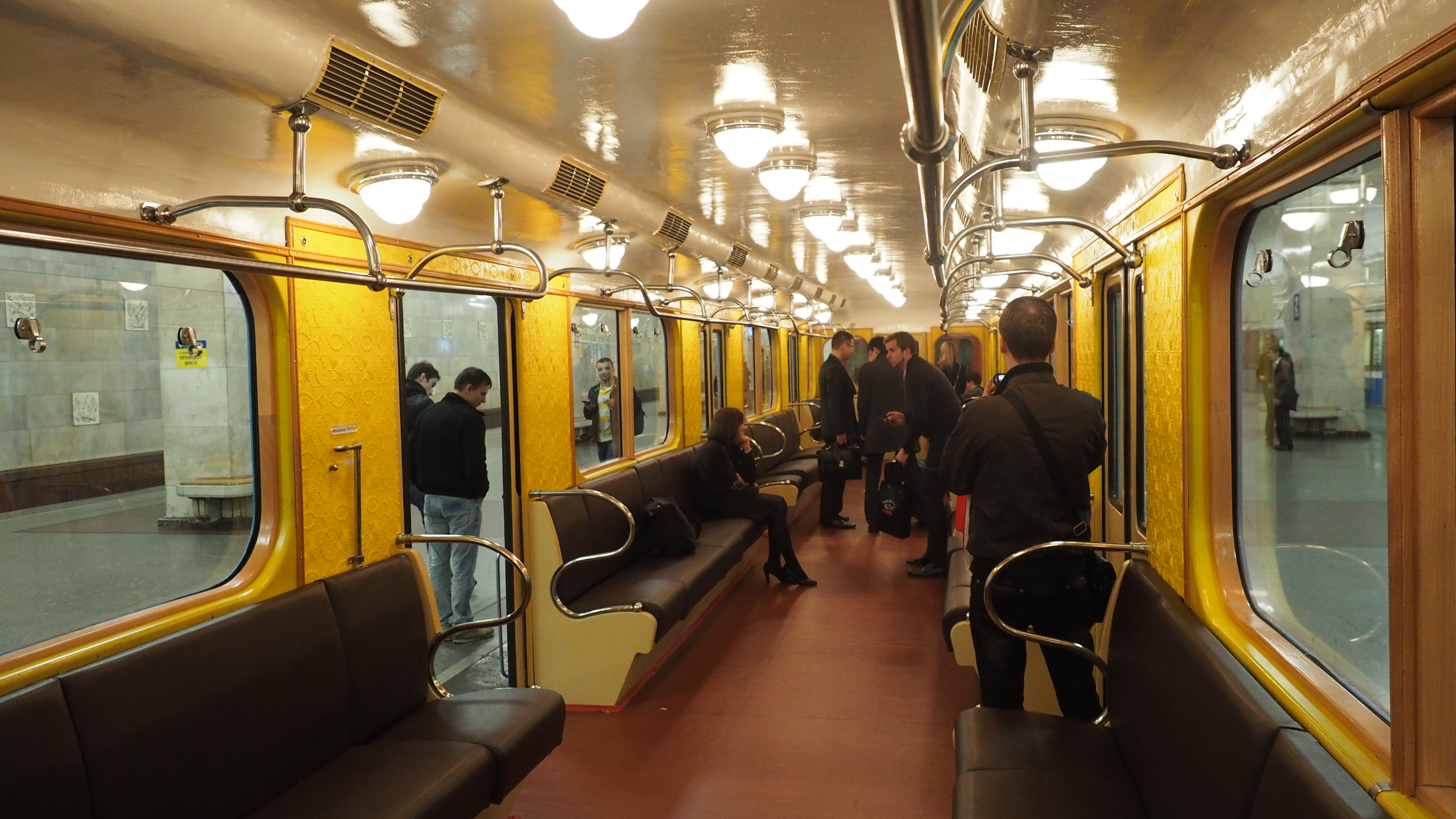
Пассажирский салон
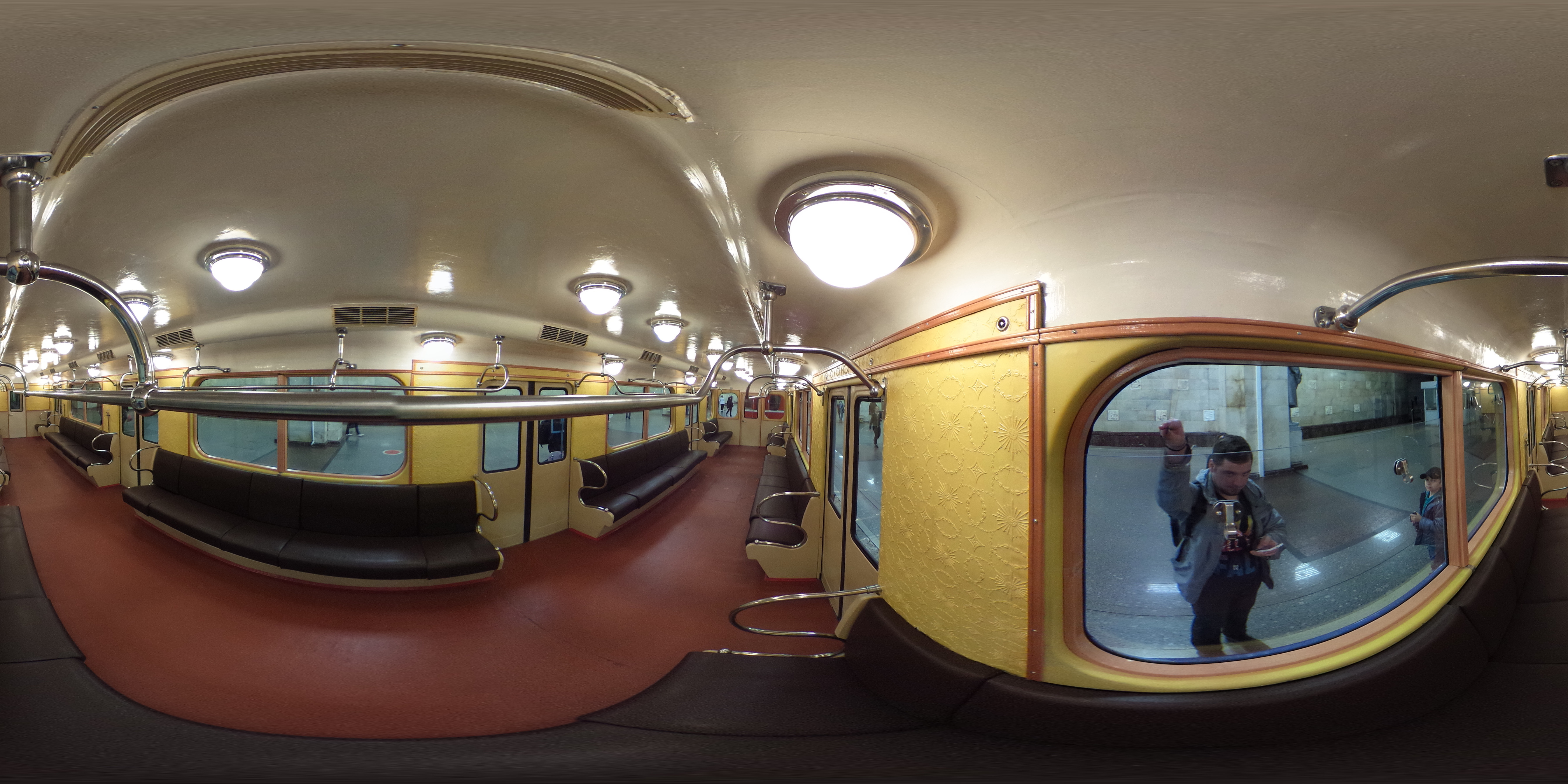
Пассажирский салон, панорамный вид